# San Félix (Uruguay)
San Félix es barrio de Paysandú, ciudad capital del departamento de Paysandú.

## Geografía
Se ubica al sur de la capital departamental Paysandú, sobre las costas del río Uruguay y al sur del arroyo Sacra, al oeste de ruta 3 sobre el camino que une Paysandú con Casablanca.
Constituye un área de crecimiento suburbano en el proceso de metropolización de la capital sanducera. En ella se encuentra el Hipódromo del mismo nombre y el Aeropuerto de Paysandú.

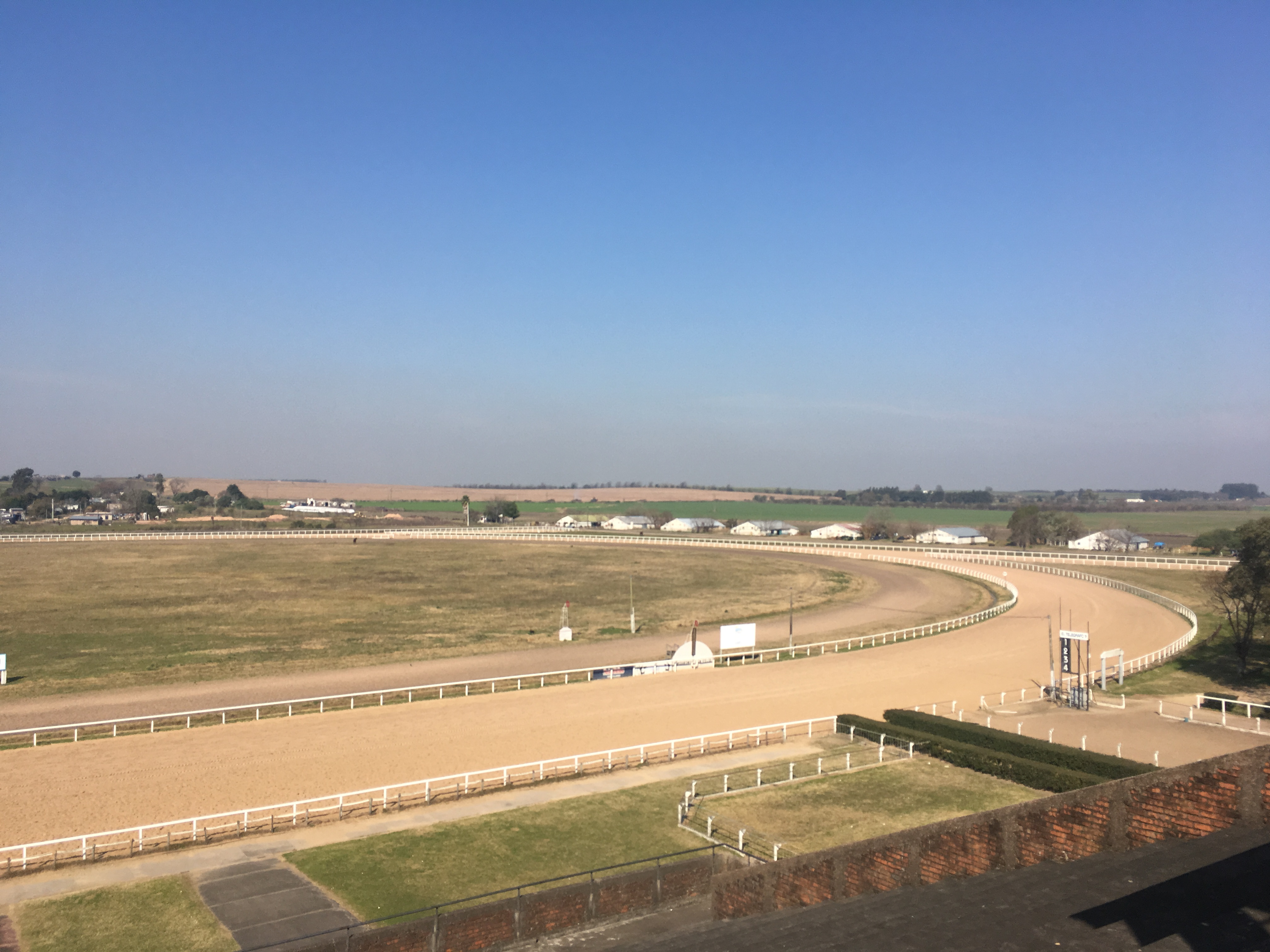
Foto del hipódromo de San Félix, en el departamento de Paysandú.

## Gobierno
En el año 2013 se evalúo la posibilidad de elevarlo a categoría de ciudad y transformarlo en un municipio.

## Población
Según el censo de 2011 la localidad contaba con una población de 1718 habitantes.
| 338           | 817 | 841 | 1071 | 1149 | 1718 |
| (Fuente: INE) |     |     |      |      |      |